# Sober II (Melodrama)
"Sober II (Melodrama)" é uma canção gravada pela cantora e compositora neozelandesa Lorde para seu segundo álbum de estúdio, Melodrama (2017). Ela co-escreveu a faixa com Jack Antonoff, e a co-produziu com Antonoff e Frank Dukes, com produção adicional por S1 e produção vocal por Kuk Harrell. É uma canção de pop e trap com instrumentos de corda proeminentes. A letra da canção gira em torno do fim de uma festa, quando as luzes se acendem novamente, e é uma continuação da segunda canção do álbum, "Sober". Antes de seu lançamento, a canção foi intitulada "Sober (Interlude)", mas teve seu nome alterado antes do lançamento do álbum.
A canção foi recebida positivamente por críticos de música, muitos elogiando sua letra, uma resposta a "Sober", e sua produção de trap "mergulhada em instrumentos de corda". Lorde, portadora de sinestesia, disse que, enquanto escrevia "Sober II (Melodrama)", as "cores do álbum se tornaram presentes", criando coesão e guiando o resto do processo de desenvolvimento do álbum. A canção foi parte do set list de sua turnê mundial Melodrama World Tour (2017–18).

## Composição e interpretação da letra
"Sober II (Melodrama)" foi co-escrita por Lorde (creditada sob seu nome de nascimento Ella Yelich-O'Connor) e Jack Antonoff, e co-produzida por Lorde, Antonoff e Frank Dukes, com produção adicional de S1 e produção vocal de Kuk Harrell. Foi gravada no Electric Lady Studios em Greenwich Village, Nova Iorque, e no estúdio pessoal de Antonoff, o Rough Customer Studio, em Brooklyn Heights, Nova Iorque. A canção é composta na tonalidade de sol sustenido menor com um andamento de 113 batidas por minuto, enquanto os vocais de Lorde abrangem um intervalo de F#3 a D#5. É uma canção de pop e trap com instrumentos de corda proeminentes.
Sua letra é uma continuação de "Sober", segunda canção do álbum. Enquanto aquela canção falava sobre uma festa, "Sober II (Melodrama)" gira em torno do momento quando as luzes se acendem, detalhando as emoções, bem como o sentimento de solidão sentido após o fim de uma festa. Emily Reily, da Paste, considera que, na canção, Lorde "lida com decisões erradas e arrependimentos dolorosos enquanto 'limpa taças de champanhe'". Para Jon Pareles, do The New York Times, a canção representa um distanciamento de seu álbum de estreia, Pure Heroine (2013), e uma admissão de privilégio. Pareles afirma que os luxos de que Lorde falava de uma "distância cética" em canções como "Royals" agora estão "facilmente disponíveis". Para Lauren O'Neill, da Vice, em "Sober II (Melodrama)", Lorde "dá beleza aos aspectos bagunçados e mundanos das festas que conhecemos e, relutantemente, amamos."

## Créditos
Créditos adaptados das anotações de Melodrama.
Administração
- Publicada por Songs Music Publishing, Sony/ATV Songs, LLC, Ducky Donath Music (BMI)
- Gravada em Electric Lady Studios (Nova Iorque, Nova Iorque), Rough Customer Studio (Brooklyn Heights, Nova Iorque)
- Misturada em Electic Lady Studios
- Masterizada em Sterling Sound Studios (Nova Iorque)

Pessoal
| - Lorde – composição, vocais, produção - Jack Antonoff – composição, produção - Frank Dukes – produção, programação - S1 – produção adicional - Kuk Harrell – produção vocal | - Tom Elmhirst – mistura - Brandon Bost – assistência de mistura - Laura Sisk – engenharia - Barry McCready – assistência de engenharia | - Greg Eliason – assistência de engenharia - Eric Eylands – assistência de engenharia - Ben Sedano – assistência de engenharia - Randy Merrill – masterização |